# Vibo Valentia
Denna artikel handlar om staden Vibo Valentia. Se också Vibo Valentia (provins).
Vibo Valentia är en stad och kommun i provinsen Vibo Valentia i Kalabrien, Italien. Kommunen hade 33 642 invånare (2017). och gränsar till kommunerna Briatico, Cessaniti, Filandari, Francica, Mileto, Jonadi, Pizzo, San Gregorio d'Ippona, Sant'Onofrio och Stefanaconi.
Vibo Valentia var från början den grekiska kolonin Hipponion senare latiniserat till Hipponium.